# Johann Gottlob Leidenfrost
Johann Gottlob Leidenfrost (Rosperwenda, 27 novembre 1715 – Duisburg, 2 dicembre 1794) è stato un medico, teologo e fisico tedesco, principalmente famoso per aver descritto per primo il fenomeno in seguito noto con il nome eponimo di effetto Leidenfrost.

## Biografia
Johann Gottlob Leidenfrost nacque il 27 novembre 1715 nel villaggio di Rosperwenda (sebbene alcune fonti citino Ortenberg come luogo della nascita), allora parte della contea di Stolberg-Stolberg (territorio al tempo alle dipendenze del Principato Elettorale di Sassonia). Suo padre, Johann Heinrich Leidenfrost, esercitava la professione di pastore presso la locale comunità luterana. Seguendo le orme del genitore, il giovane Leidenfrost studiò dapprima teologia presso l'università di Gießen; proseguì poi gli studi concentrandosi sulla medicina presso le università di Lipsia e di Halle.
Nel 1741 ottenne il dottorato grazie al suo lavoro di tesi che ebbe una buona ricezione, incentrato sull'analisi dei movimenti del corpo umano e sulla loro relazione (De motibus corporis humani qui fiunt in proportione harmonica praesertim crisibus et febribus). terminati i suoi studi accademici, Leidenfrost si dedicò ad alcuni viaggi e partecipò in qualità di medico da campo alla prima guerra di Slesia.
Due anni dopo nel 1743, accettò un posto come docente di medicina all'Università di Duisburg. Nel 1745 sposò una donna del luogo, Anna Cornelia Kalckhoff, dalla cui relazione ebbe in totale sette figli. La sua carriera accademica, in cui ebbe modo di tenere lezioni anche di fisica e di chimica, proseguì brillantemente nell'ateneo, di cui arrivò a ricoprire più volte la carica di rettore a partire dal 1751, mantenendo sempre oltre agli incarichi universitari anche il suo studio privato di medico.
Il 16 novembre 1758 venne nominato membro dell'Accademia Reale Prussiana delle Scienze, e nel 1773 membro della sezione medica dell'Accademia Cesarea Leopoldina. Morì a Duisburg, città dove trascorse interamente la sua vita di studioso, il 2 dicembre 1794. In suo onore, una targa commemorativa è stata inaugurata nel 2006 a Rosperwenda, sull'edificio della vecchia scuola cittadina.

## L'effetto Leidenfrost

Schematizzazione dell'effetto Leidenfrost su una goccia d'acqua

Nel corso della sua carriera accademica, Leidenfrost pubblicò più di settanta fra articoli e scritti scientifici, interessandosi di diversi ambiti di ricerca. Il suo nome tuttavia è principalmente legato al fenomeno da lui descritto in un saggio del 1756, intitolato "Trattato sulle qualità dell'acqua comune" (De aquae communis nonnullis qualitatibus tractatus); in esso, venne descritto il fenomeno per il quale un liquido, messo a contatto con una superficie notevolmente più calda del suo punto di ebollizione, produce una piccola bolla di vapore che isolandolo gli impedisce di evaporare istantaneamente, come invece farebbe a contatto con una superficie più fredda.
Nonostante il fenomeno della calefazione fosse già stato descritto dall'olandese Herman Boerhaave nel 1732 e da J. T. Eller nel 1746, ad esso sarà assegnato il nome di "Effetto Leidenfrost"; il punto di Leidenfrost è invece la temperatura al di sopra della quale l'effetto è riscontrabile.

## Opere
Fonte

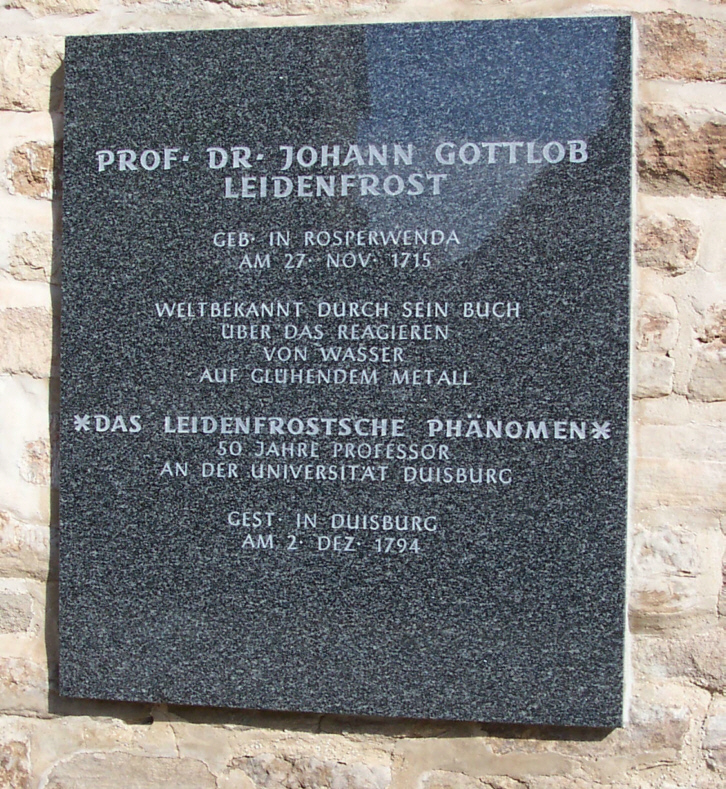
Targa in onore di Leidenfrost a Rosperwenda

- De motibus corporis humani qui fiunt in proportione harmonica praesertim crisibus et febribus (1741)
- Theses Inaugurales Medicæ De Usu Et Abusu Potus Caffè (1747)
- De aquae communis nonnullis qualitatibus tractatus (1756)
- Exercitatio Academica De Lethargo Hirundinis (1758)
- Exercitatio Academica Medica-Forensis De Scriptionis Possibilitate Et Impedimentis (1759)
- Confessio quid putet per experientiam didicisse de mente humana (1793)
- Opuscula physico-chemica et medica : antehac seorsim edita, nunc post ejus obitum collecta (1797-98)